# منگوله پوستی
منگوله پوستی یا آکروکوردون (به انگلیسی: acrochordon) گونه‌ای تومور خوش‌خیم کوچک است که در بخش‌هایی که پوست چین می‌خورد (و برهم ساییده می‌شود) ایجاد می‌شود؛ مانند گردن، زیر بغل و کشاله ران. منگوله پوستی ممکن است روی صورت و پلک هم پدیدار شود. منگوله‌های پوستی مقعد ممکن است با بیماری کرون مرتبط باشند. منگوله‌های پوستی عموماً بی‌ضرر و بدون درد هستند و معمولاً با گذشت زمان رشد نمی‌کنند و تغییر شکل نیز نمی‌دهند. اغلب این تومورها بسیار کوچک هستند اما منگوله‌های پوستی با طول ۱٫۳ سانتی‌متر هم دیده شده‌اند. منگوله پوستی در بیشتر موارد روی ساقه‌ای گوشتی به نام پدانکل رشد می‌کند و سطح آن ممکن است صاف یا زمخت باشد. این تومورها متشکل از یک هسته رشته‌ای آوندی و گاهی همراه با یاخته‌های چربی هستند که توسط روپوست پوشانده می‌شود. منگوله‌های پوستی ممکن است در اثر ساییده‌شدن به پوشاک و جواهرات، اصلاح و درماتیت تحریک شوند.

## سبب‌شناسی

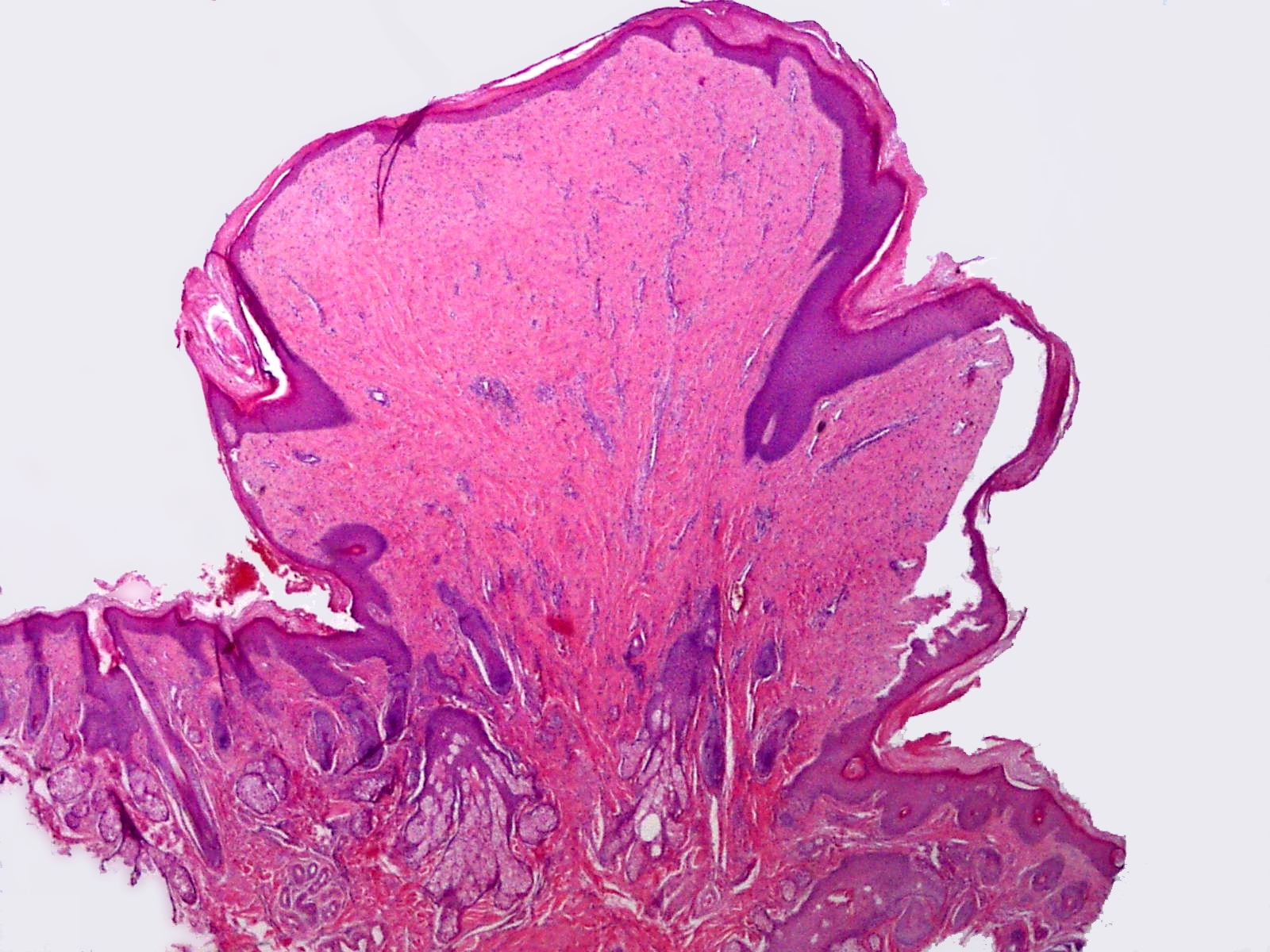
منگوله پوستی متورم که توسط بافت پوششی پوشانده شده‌است.

گمان می‌رود این تومورها دراثر ساییدگی پوست به پوست ایجاد می‌شوند زیرا بیشتر در بخش‌های چروکیده پوست دیده می‌شوند. عامل وراثتی نیز ممکن است مؤثر باشد. وجود ویروس پاپیلوم انسانی کم خطر ۶ و ۱۱ در منگوله‌های پوستی دیده شده‌است که در این صورت این تومورها می‌توانند نقش بیماری‌زایی داشته‌باشند. اگرچه پژوهشی در سال ۲۰۱۲ میلادی هیچ ارتباطی میان منگوله‌های پوستی و ویروس پاپیلوم انسانی کم‌خطر یا پرخطر پیدا نکرد. شیوع منگوله پوستی ۴۶٪ در جمعیت عمومی است و در زنان بیشتر از مردان دیده می‌شود. قبلاً تصور می‌شد منگوله پوستی با پولیپ کولورکتال مرتبط است؛ اما پژوهش‌های جدید این ارتباط را رد کرده‌اند. به ندرت ممکن است منگوله پوستی با آکرومگالی و سندرم تخمدان پلی‌کیستیک در ارتباط باشد.
انسولین و قند خون بالا احتمال ایجاد منگوله پوستی را افزایش می‌دهند. سازوکار این تأثیر ناشناخته است.

## درمان
مانند خال، برداشتن منگوله پوستی نیز با خطر وخامت محل تومور همراه است. اگرچه این احتمال بسیار کم است، اما برداشتن منگوله پوستی ممکن است در موارد نادر به ایجاد تومور بدخیم بینجامد. برداشتن منگوله پوستی می‌تواند در خانه با استفاده از ابزارهای مخصوص یا توسط پزشک پوست یا پزشک عمومی انجام شود. از روش‌های معمول می‌توان به شریان بندی، سوزاندن، جراحی سرمایشی، جراحی و لیزر اشاره کرد.